# مارتا میکا
مارتا میکا (انگلیسی: Marta Mika؛ زادهٔ ۸ ژوئیهٔ ۱۹۸۳) بازیکن فوتبال اهل لهستان است.
وی همچنین در تیم ملی فوتبال زنان لهستان بازی کرده‌است.